# 卡尔维尼亚克
卡尔维尼亚克（法語：Calvignac，法語發音：[kalviɲak]）是法国洛特省的一个市镇，属于卡奥尔区。

## 地理
卡尔维尼亚克（44°27'51"N, 1°46'44"E）面积17.89 平方千米，位于法国奧克西塔尼大區洛特省，该省份为法国西南部内陆省份，北起顺时针与科雷兹省、康塔爾省、阿韦龙省、塔恩-加龙省、洛特-加龍省和多尔多涅省接壤。
与卡尔维尼亚克接壤的市镇（或旧市镇、城区）包括：卡雅尔、塞讷维耶尔、拉尔纳戈勒、凯尔西地区利莫涅、圣让德洛尔、圣马丹拉布瓦勒。

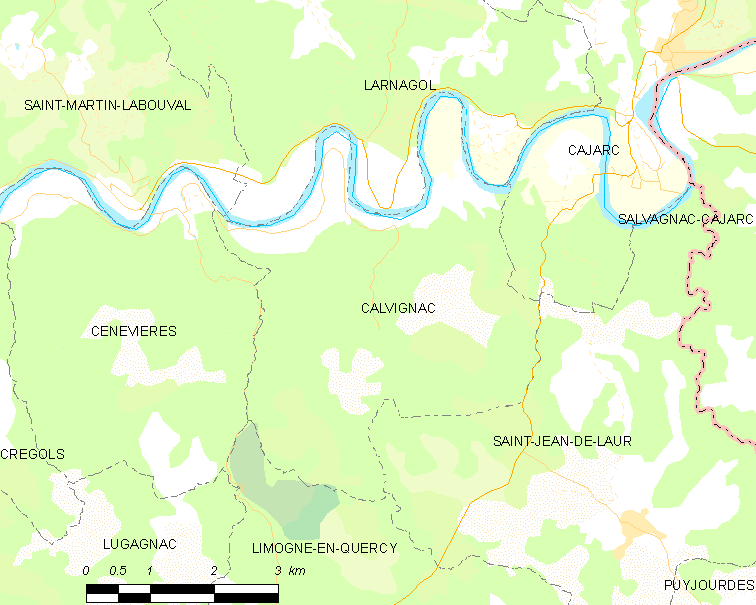
卡尔维尼亚克的OSM定位图

卡尔维尼亚克的时区为UTC+01:00、UTC+02:00（夏令时）。

## 行政
卡尔维尼亚克的邮政编码为46160，INSEE市镇编码为46049。

## 政治
卡尔维尼亚克所属的省级选区为科斯与谷地县。

## 人口

1962-2008年间卡尔维尼亚克人口变化图示

卡尔维尼亚克于2022年1月1日时的人口数量为241人。